# Steve Darling
Stephen Matthew Darling (né en 1969) est un homme politique libéral-démocrate britannique qui est député de Torbay depuis 2024. Il est membre du conseil de Torbay depuis 1995 et est le chef du conseil de 2019 à 2023.

## Carrière politique
Darling est élu pour la première fois au conseil municipal de Torbay en 1995 pour le quartier de Shiphay. Le conseil devient une autorité unitaire sous le nom de Torbay Council en 1998, et Darling est réélu conseiller de Shiphay en 1997 et 2000. Il représente le quartier de Watcombe depuis la réorganisation des limites des quartiers en 2003 et représente Barton avec Watcombe depuis un nouveau changement des limites des quartiers en 2019. Darling est le chef du conseil de Torbay du 28 mai 2019 au 16 mai 2023,.
Le mentor de Darling est Adrian Sanders, député de Torbay de 1997 à 2015, qui emploie Darling comme assistant parlementaire.
En 2024, Darling est choisi comme candidat libéral-démocrate pour la circonscription de Torbay aux élections générales de 2024. Aux élections générales, Darling remporte le siège avec une majorité de 5 349 voix.

## Vie personnelle
En 1969, Darling est donné en adoption à Birmingham alors qu'il a trois mois et déménage à Torquay dans le Devon à l'âge de 18 mois. Il retrouve sa famille biologique dans les années 2000, découvrant qu'ils vivaient à proximité, dans le sud du Devon,.
Darling est atteint de la maladie de Stargardt, une maladie génétique de l'œil qui fait que sa vision ressemble « un peu à celle d'un verre dépoli ». Il est aidé par son chien-guide Jennie, qui est aux trois quarts Golden retriever et au quart Labrador. Il est l'un des trois députés handicapés élus pour la première fois en 2024, aux côtés des députés travaillistes Marie Tidball et Jen Craft.
L'épouse de Darling, Mandy, est également aveugle et a été conseillère municipale à Torbay. Ils ont deux fils.